# Манггалева
Манггале́ва (індонез. Manggalewa) — один з 8 районів округу Домпу провінції Західна Південно-Східна Нуса у складі Індонезії. Розташований у центральній частині. Адміністративний центр — село Соріуту.
Населення — 28374 особи (2012; 27777 в 2010).

## Адміністративний поділ
До складу району входять 11 сіл:
| Населений пункт           | Населення, осіб (2010) |
| ------------------------- | ---------------------- |
| Бангго, село              | 3518                   |
| Доромело, село            | 3107                   |
| Кампас-Мечі, село         | 1781                   |
| Квангко, село             | 1954                   |
| Ланчі-Джая, село          | 3161                   |
| Нангатумпу, село          | 1629                   |
| Нуса-Джая, село           | 2244                   |
| Персіапан-Тека-Сіре, село | 2335                   |
| Соріуту, село             | 3644                   |
| Сука-Дамаї, село          | 2972                   |
| Танджу, село              | 1432                   |